# جياكومو دي سيجني
جياكومو دي سيجني (بالإيطالية: Giacomo di Segni)‏ (30 نوفمبر 1919 – 1995) هو ملاكم إيطالي راحل، مثّل بلاده في الألعاب الأولمبية الصيفية في دورتي 1948 و1952.

## روابط خارجية
جياكومو دي سيجني على موقع أوليمبيديا (الإنجليزية)